# Вест Појнт (Ајова)
Вест Појнт (енгл. West Point) град је у америчкој савезној држави Ајова. По попису становништва из 2010. у њему је живело 966 становника.

## Демографија
Према попису становништва из 2010. у граду је живело 966 становника, што је -14 (-1.4%) становника више него 2000. године.
| Група             | 2000.       | 2010.       |
| Белци             | 975 (99,5%) | 948 (98,1%) |
| Афроамериканци    | 0 (0,0%)    | 3 (0,3%)    |
| Азијати           | 0 (0,0%)    | 1 (0,1%)    |
| Хиспаноамериканци | 5 (0,5%)    | 9 (0,9%)    |
| Укупно            | 980         | 966         |